# Różyczka (film)
Różyczka – polski dramat filmowy z 2010 roku w reżyserii Jana Kidawy-Błońskiego, zdobywca Złotych Lwów na 35. Festiwalu Polskich Filmów Fabularnych w Gdyni. Zdjęcia kręcono w Warszawie, Krakowie i Kazimierzu Dolnym.

## Opis fabuły
Adam Warczewski, znany literat (Andrzej Seweryn) wdaje się w romans z dużo młodszą od siebie Kamilą (Magdalena Boczarska). Okazuje się ona tajnym współpracownikiem służb specjalnych PRL, która ma za zadanie obserwowanie jego i jego przyjaciół. Istnieje bowiem podejrzenie, że ktoś z tego kręgu wysyła z Polski na Zachód artykuły, w których przedstawia sytuację w kraju niezgodnie z oficjalną propagandą. Kamila na współpracę z SB zgodziła się z miłości do funkcjonariusza. W czasie „akcji” okazuje się jednak, że pisarz, mimo że wiele od niej starszy, jest bardzo interesującym mężczyzną. Zazdrosny funkcjonariusz wydaje bohaterkę przed narzeczonym. Dramat miłosny toczy się w napiętej sytuacji politycznej: pisarze występują przeciwko cenzurze, w marcu 1968 dochodzi do prowokacji na Uniwersytecie i poważnych zamieszek ulicznych (w filmie wykorzystano zdjęcia archiwalne z tych demonstracji), a wreszcie do masowych wystąpień antysemickich.

## Obsada
- Andrzej Seweryn – Adam Warczewski, pisarz
- Magdalena Boczarska – Kamila Sakowicz, TW „Różyczka”
- Robert Więckiewicz – kapitan Roman Rożek, funkcjonariusz SB, faktyczne nazwisko (w filmie) Rosen,
- Julia Kornacka – Dorotka, córka Warczewskiego
- Jacek Braciak – funkcjonariusz SB
- Grażyna Szapołowska – Roma Żarska, wysoka urzędniczka w wydawnictwie, wcześniej przyjaciółka Warczewskiego
- Jan Frycz – pułkownik Wasiak
- Izabella Olszewska – matka Adama
- Krzysztof Globisz – literat
- Jerzy Kamas – prezes PEN Clubu
- Władysław Kowalski – aktor
- Mirosław Kowalczyk – kelner
- Janusz Chabior – mężczyzna w restauracji
- Piotr Grabowski – aktor
- Artur Janusiak – esbek Zawadzki
- Witold Wieliński – antysemicki taksówkarz
- Juliusz Chrząstowski
- Marcin Czarnik
- Adrianna Jaroszewicz

## Produkcja
Film oparty jest na fragmentach biografii Pawła Jasienicy, jednak rodzina pisarza zwróciła się do dystrybutorów filmu, aby nie traktowali go jako biograficznego, ale jedynie wykorzystującego luźne fragmenty biografii. Był wyświetlany na wielu festiwalach filmowych, m.in. w Moskwie (film konkursowy), Kairze (chciano włączyć film jako konkursowy, ale nie zezwoliły na to przepisy, gdyż był wyświetlany już w Moskwie, a oba festiwale mają kategorię A), Pusan, Hajfie, Mar del Plata, Kijowie, Sofii, Chicago, Denver, Bostonie, Palm Beach, Bahama, w irlandzkim Corona Cork, Montrealu i indyjskim festiwalu Goa. Na tym ostatnim, nagrodę dla najlepszej aktorki odebrała Magdalena Boczarska.

## Muzyka
Muzyka do filmu została skomponowana przez Michała Lorenca. Polskie Radio wydało CD ze ścieżką dźwiękową – Różyczka.
Utwór Wyjazd z Polski ze ścieżki dźwiękowej został wykorzystany jako podkład dźwiękowy do relacji TVP z wydarzeń związanych z katastrofą lotniczą pod Smoleńskiem.

## Odbiór
W przeciągu 10 dni emisji w polskich kinach obraz osiągnął 691 593 zł wpływu z biletów.

## Nagrody
- 2010: Złote Lwy 35. Festiwalu Polskich Filmów Fabularnych w Gdyni (oraz nagroda za dźwięk dla Wiesława Znyka i Joanny Napieralskiej; nagroda za pierwszoplanową rolę kobiecą dla Magdaleny Boczarskiej; „Złoty Klakier”, nagroda Radia Gdańsk dla reżysera najdłużej oklaskiwanego filmu; „Złoty Kangur”, nagroda australijskich dystrybutorów)[7]
- 2010: nagroda za reżyserię („Srebrny Jerzy”) dla Jana Kidawy-Błońskiego na Międzynarodowym Festiwalu Filmowym w Moskwie; nagrody magazynu „Vogue” za scenografię, kostiumy i charakteryzację[8]
- 2010: Nagroda 22. Festiwalu Filmu Polskiego w Ameryce (Chicago) – Złote Zęby dla najbardziej interesującego filmu fabularnego[7]
- 2010: Nagroda Główna w Konkursie Filmów Polskich na Międzynarodowym Festiwalu Autorów Zdjęć Filmowych „Plus Camerimage” dla Piotra Wojtowicza
- 2010: Srebrny Paw dla najlepszej aktorki podczas 41. Międzynarodowego Festiwalu Filmowego w Goa[9]
- 2011: 6 nominacji do Orłów, Polskich Nagród Filmowych (za najlepszy film, główną rolę kobiecą, główną rolę męską, drugoplanową rolę męską, scenografię i montaż). W rezultacie nagrodę za główną rolę męską otrzymał Robert Więckiewicz[7].
- 2011: Międzynarodowy Festiwal Filmowy „Tiburón” w San Francisco – 3 nagrody (dla najlepszego filmu, za reżyserię oraz główną rolę Magdaleny Boczarskiej)[7]
- 2011: Golden Trailer Award w kategorii najlepszego trailera do zagranicznego romansu (reż. zwiastuna Szymon Lenkowski)[7][10]
- 2011: nagroda publiczności na Festiwalu Polskich Filmów w Moskwie „Wisła”[7]
- 2012: nagroda publiczności „Hannoveraner” na Festiwalu Nowego Filmu Polskiego „Filmland Polen”[7]